# 国际法的渊源
国际法的渊源是指国际法的形式。